# Brachymyia berberina
Brachymyia berberina là một loài ruồi trong họ Ruồi giả ong (Syrphidae). Loài này được Fabricius mô tả khoa học đầu tiên năm 1805. Brachymyia berberina phân bố ở vùng Cổ Bắc giới